# Holocentropus spurius
Holocentropus spurius is een fossiele soort schietmot uit de familie Polycentropodidae.